# Triptih
Triptih (gr. triptychos "trodjelan") je umjetničko djelo podijeljeno u tri dijela. Danas se ovaj izraz korisi uglavnom za likovnu umjetnost općenito.
U početku se ovaj termin koristio za slike na oltaru sa središnjim dijelom (corpus) i s dva krila koja su se mogla zatvoriti kao ormar. Ova djela mogla su se naći po crkvama još od 14. stoljeća, i otvarana su i zatvarana tijekom nekih crkvenih praznika da bi se obilježili različiti dijelovi crkvene godine, npr. u vrijeme posta. Naslikani središnji motivi su najčešće predstavljali Raspeće, Djevicu Mariju s malim Isusom ili neke slične sakralne motive; dok su na krilima obično bili motivi svetaca. 
Čak i moderni umjetnici koriste triptih za prezentaciju svojih radova.